# Gerhard Boß
Gerhard Boß (* 7. Januar 1923 in Nürnberg; † 15. März 2012 in Ebermannstadt) war ein deutscher römisch-katholischer Theologe, Ehrenprälat und Autor.
Bundesweite Bekanntheit erlangte Boß durch die 1987 vom Bayerischen Rundfunk produzierte 30-teilige Fernsehserie Credo zum Katholischen Erwachsenen-Katechismus. Ein besonderes Anliegen ist ihm die Ökumene.

## Leben
Boß wurde 1923 als Sohn eines evangelisch-lutherischen Vaters und einer römisch-katholischen Mutter in Nürnberg geboren. Er wuchs mit zwei Schwestern in Erlangen auf und war in der Katholischen Jugendbewegung aktiv. Nach dem Notabitur wurde er eingezogen und musste an die Front nach Russland. Dort erlitt er Erfrierungen an beiden Beinen, in deren Folge er in ein Lazarett in Bad Saarow gebracht wurde. Boß war von nun an auf zwei Beinprothesen angewiesen. Nach dem Zweiten Weltkrieg studierte er katholische Theologie an der Philosophisch-Theologischen Hochschule Sankt Georgen. Da er sich dort jedoch eingeengt fühlte, wechselte er an die Universität München. Dort promovierte er Anfang der 1960er Jahre bei Michael Schmaus im Fach Dogmatik mit seiner Dissertation Die Rechtfertigungslehre in den Bibelkommentaren des Kornelius a Lapide.
Im Juli 1951 empfing Boß die Priesterweihe und wurde anschließend Kaplan in Bayreuth. Vom 1. Juni 1957 bis zum 31. Dezember 1973 war er Rektor der Jugendburg Feuerstein. Von der ökumenischen Grundhaltung seines Elternhauses geprägt engagierte er sich vor allem in den Bereichen Jugend, Erwachsenenbildung und Ökumene. 1967 erfolgte seine Wahl zum Landespräses des Bunds der Deutschen Katholischen Jugend in Bayern. Als Folge des Zweiten Vatikanischen Konzils betraute ihn der Erzbischof von Bamberg Josef Schneider mit der Bildung einer Ökumenischen Kommission. Von 1969 bis 1998 war er Vorsitzender dieser Kommission. Des Weiteren war er Leiter der Abteilung Ökumene im Ordinariat und von 1976 bis 1990 der erste Ökumene-Referent des Erzbistums Bamberg. 1977 wurde er zum Domkapitular gewählt. An der Universität Bamberg übte Boß diverse Lehraufträge aus, unter anderem den Ökumenischen Studienkurs von VELKD und DBK.

## Ehrungen
1984 erhielt er das Bundesverdienstkreuz am Bande. Im selben Jahr erhielt er den Titel eines Päpstlichen Ehrenprälaten. 2004 gründete er die Dr. Gerhard Boß-Stiftung, eine Stiftung für alte und behinderte Menschen im Landkreis Forchheim. Am 23. November 2006 verlieh ihm die Fakultät Katholische Theologie der Otto-Friedrich-Universität Bamberg die Ehrendoktorwürde. Boß ist Träger des Ehrenwappens der Stadt Ebermannstadt.

## Veröffentlichungen
- Das brüderliche Gespräch, Verlag Hueber, 1966
- Ökumene: Fragen und Antworten: Anregungen zum ökumenischen Gespräch, Verlag Haus Altenberg, Düsseldorf 1970
- zusammen mit Hans Jörg Urban: Zum Thema "Martin Luther: Handreichung für Erwachsenenbildung, Religionsunterricht und Seelsorge, Verlag Bonifatius-Druckerei, Paderborn 1983, ISBN 3-87088-330-8
- Ökumene an der Basis: Impulse für die Gemeinde, Don-Bosco-Verlag, München 1983, ISBN 3-7698-0467-8
- Weite des Herzens: Aufsätze und Predigten, Verlag Sankt Michaelsbund, München 1998, ISBN 3-920821-07-6
- Leben in Fülle – Ökumenische Erinnerungen, Verlag Sankt Michaelsbund, München 2010, ISBN 978-3-939905-70-7